# Tamara Bykova
Tamara Vladimirovna Bykova (russisk: Тамара Владимировна Быкова ; født 21. december 1958 i Rostov ved Don, Russiske SFSR, Sovjetunionen) er en tidligere sovjetisk atletikudøver, der især dyrkede højdespring, i hvilken disciplin hun blev verdensmester i 1983 i Helsingfors. 

## Karriere
Bykova begyndte at dyrke atletik i 1976, og hun deltog i sit første store internationale stævne ved OL 1980 i Moskva, hvor hun blev nummer ni. Året efter vandt hun bronze ved Universiaden i Bukarest, og i 1982 vandt hun EM-sølv. Hun vandt EM indendørs i 1983, og hun satte verdensrekord tre gange i 1983 og 1984 med 2,03 m i august 1983, 2,04 m nogle dage senere og 2,05 m i juni 1984. Rekorden fik hun dog ikke lov til at beholde ret længe, idet bulgareren Lyudmila Andonova overtog den en måneds tid senere med 2,07 m. 
Det var, mens hun havde verdensrekorden på 2,04 m i 1983, at Bykova vandt sit verdensmesterskab, hvor hun sprang 2,01 m. Hun ville have været en af de store favoritter ved OL 1984, hvis ikke Sovjetunionen havde boykottet legene dette år. Ved indendørs-EM i 1987 vandt hun sølv, og ved udendørs-VM samme år vandt hun sølv.

Hun deltog i sit andet OL i 1988 i Seoul, men her var bulgareren Stefka Kostadinova den store favorit som regerende verdensmester. Både Bykova og Kostadinova havde som forventet ikke problemer med at klare kvalifikationen til finalen, da de begge sprang de krævede 1,92 m. I finalen klarede tre springere 1,99 m: Foruden Bykova og Kostadinova var det amerikanske Louise Ritter, og dermed skulle medaljerne fordeles mellem disse tre. Bykova kom imidlertid ikke over 2,01 m og blev dermed nummer tre, mens Ritter og Kostadinova begge klarede denne højde. Da de havde præcis samme forløb, måtte de ud i en omspringning, og her tog Ritter overraskende guldet, mens Kostadinova fik sølv.
OL 1988 blev Bykovas sidste store resultat, idet hun blev udelukket fra sporten i tre måneder i 1990, fordi hun blev testet positiv for brug af efedrin. Hun deltog sidste gang i VM i 1991, hvor hun blev nummer syv, hvorpå hun indstillede karrieren.
Bykova vandt det sovjetiske mesterskab i højdespring fem gange i perioden 1980-1989.

## Refererencer
1. 1 2 3 4  Tamara Bykova, olympedia.org, hentet 16. maj 2022
2. ↑  Women High Jump Athletics I World Championship Helsinki, Finland 1983, todor66.com, hentet 16. maj 2022
3. ↑  High Jump, Women, olympedia.org, hentet 16. maj 2022